# Cleidogona minima
Cleidogona minima är en mångfotingart som beskrevs av Ottis Robert Causey 1951. Cleidogona minima ingår i släktet Cleidogona och familjen Cleidogonidae. Inga underarter finns listade i Catalogue of Life.